# Liga del Fútbol Profesional Boliviano 1983
La Liga del Fútbol Profesional Boliviano 1983 è stata la 7ª edizione della massima serie calcistica della Bolivia, ed è stata vinta dal Bolívar.

## Formula
Il campionato si disputa con il girone unico; le prime otto passando alla seconda fase, da cui quattro squadre si qualificano poi alle semifinali.

## Prima fase
| Pos. | Squadra             | Pt | G  | V  | N | P  | GF | GS | DR  |
| ---- | ------------------- | -- | -- | -- | - | -- | -- | -- | --- |
| 1.   | Blooming            | 42 | 26 | 19 | 3 | 4  | 76 | 21 | +55 |
| 2.   | Bolívar             | 39 | 26 | 19 | 4 | 3  | 57 | 17 | +40 |
| 2.   | The Strongest       | 39 | 26 | 16 | 7 | 3  | 58 | 21 | +37 |
| 4.   | Oriente Petrolero   | 32 | 26 | 11 | 4 | 8  | 47 | 26 | +21 |
| 5.   | San José            | 28 | 26 | 11 | 6 | 9  | 37 | 33 | +4  |
| 5.   | Guabirá             | 28 | 26 | 10 | 8 | 8  | 34 | 30 | +4  |
| 5.   | Chaco Petrolero     | 28 | 26 | 11 | 6 | 9  | 33 | 43 | -10 |
| 8.   | Aurora              | 26 | 26 | 10 | 6 | 10 | 46 | 43 | +3  |
| 9.   | Wilstermann         | 25 | 26 | 8  | 9 | 9  | 30 | 26 | +4  |
| 10.  | Petrolero           | 22 | 26 | 7  | 8 | 11 | 41 | 54 | -13 |
| 11.  | Real Santa Cruz     | 18 | 26 | 6  | 6 | 14 | 30 | 48 | -18 |
| 12.  | Deportivo Municipal | 17 | 26 | 5  | 7 | 14 | 27 | 58 | -31 |
| 13.  | Primero de Mayo     | 10 | 26 | 1  | 8 | 17 | 23 | 67 | -44 |
| 14.  | Ind. Petrolero      | 10 | 26 | 3  | 4 | 19 | 19 | 71 | -52 |

## Seconda fase

### Serie A
| Pos. | Squadra         | Pt | G | V | N | P | GF | GS | DR |
| ---- | --------------- | -- | - | - | - | - | -- | -- | -- |
| 1.   | The Strongest   | 8  | 6 | 3 | 2 | 1 | 10 | 8  | +2 |
| 2.   | Blooming        | 7  | 6 | 3 | 1 | 2 | 12 | 6  | +6 |
| 3.   | San José        | 6  | 6 | 2 | 2 | 2 | 7  | 10 | -3 |
| 4.   | Chaco Petrolero | 3  | 6 | 1 | 1 | 4 | 7  | 12 | -5 |

### Serie B
| Pos. | Squadra           | Pt | G | V | N | P | GF | GS | DR |
| ---- | ----------------- | -- | - | - | - | - | -- | -- | -- |
| 1.   | Oriente Petrolero | 8  | 6 | 3 | 2 | 1 | 9  | 4  | +5 |
| 1.   | Bolívar           | 8  | 6 | 3 | 2 | 1 | 12 | 10 | +2 |
| 3.   | Guabirá           | 7  | 6 | 1 | 5 | 0 | 7  | 5  | +2 |
| 4.   | Aurora            | 1  | 6 | 0 | 1 | 5 | 13 | 22 | -9 |

## Fase finale

### Semifinali

#### Andata
| Arbitro: | Ortubé |

|  |           |              |
|  | Marcatori | 63’ Figueroa |

| Santa Cruz de la Sierra 4 dicembre 1983, ore 17:00 | Oriente Petrolero | 0 – 0 referto | Blooming | Estadio Ramón Tahuichi Aguilera\| Arbitro: \| Barrancos \| |
| Arbitro:                                           | Barrancos         |               |          |                                                            |

#### Ritorno
| Arbitro: | Pabón |

|                                     |           |                                     |
| Romero 48’ Baldessari 61’ Borja 66’ | Marcatori | 32’ Acosta 78’ Ayaviri 81’ Zambrana |

| Arbitro: | Antequera |

|  |           |             |
|  | Marcatori | 21’ Ramírez |

### Finale

#### Andata
| Arbitro: | Ortubé |

|                          |           |            |
| Baldessari 17’ Silva 58’ | Marcatori | 64’ García |

#### Ritorno
| Arbitro: | Antequera |

|                                       |           |           |
| Ramírez 26’, 90’ García 41’, 68’, 73’ | Marcatori | 82’ Silva |

#### Spareggio
| Arbitro: | Barrancos |

|                     |           |           |
| Borja 17’ Silva 60’ | Marcatori | 85’ Ávila |

## Verdetti
- Bolívar campione nazionale
- Bolívar e Oriente Petrolero in Coppa Libertadores 1984
- Independiente Petrolero retrocesso
- Magisterio promosso dalla seconda divisione.

## Classifica marcatori
| Gol |  |  | Giocatore           | Squadra           |
| --- |  |  | ------------------- | ----------------- |
| 30  |  |  | Juan Carlos Sánchez | Blooming          |
| 24  |  |  | Horacio Baldessari  | Bolívar           |
| 23  |  |  | Ovidio Messa        | The Strongest     |
| 23  |  |  | Juan César Silva    | Bolívar           |
| 18  |  |  | Silvio Rojas        | Blooming          |
| 16  |  |  | Erwin Romero        | Bolívar           |
| 15  |  |  | Arturo García Yale  | Oriente Petrolero |
| 12  |  |  | Ramiro Portugal     | Chaco Petrolero   |
| 11  |  |  | Barrote             | Oriente Petrolero |
| 11  |  |  | Raúl Montaño        | Aurora            |